# Dynapac

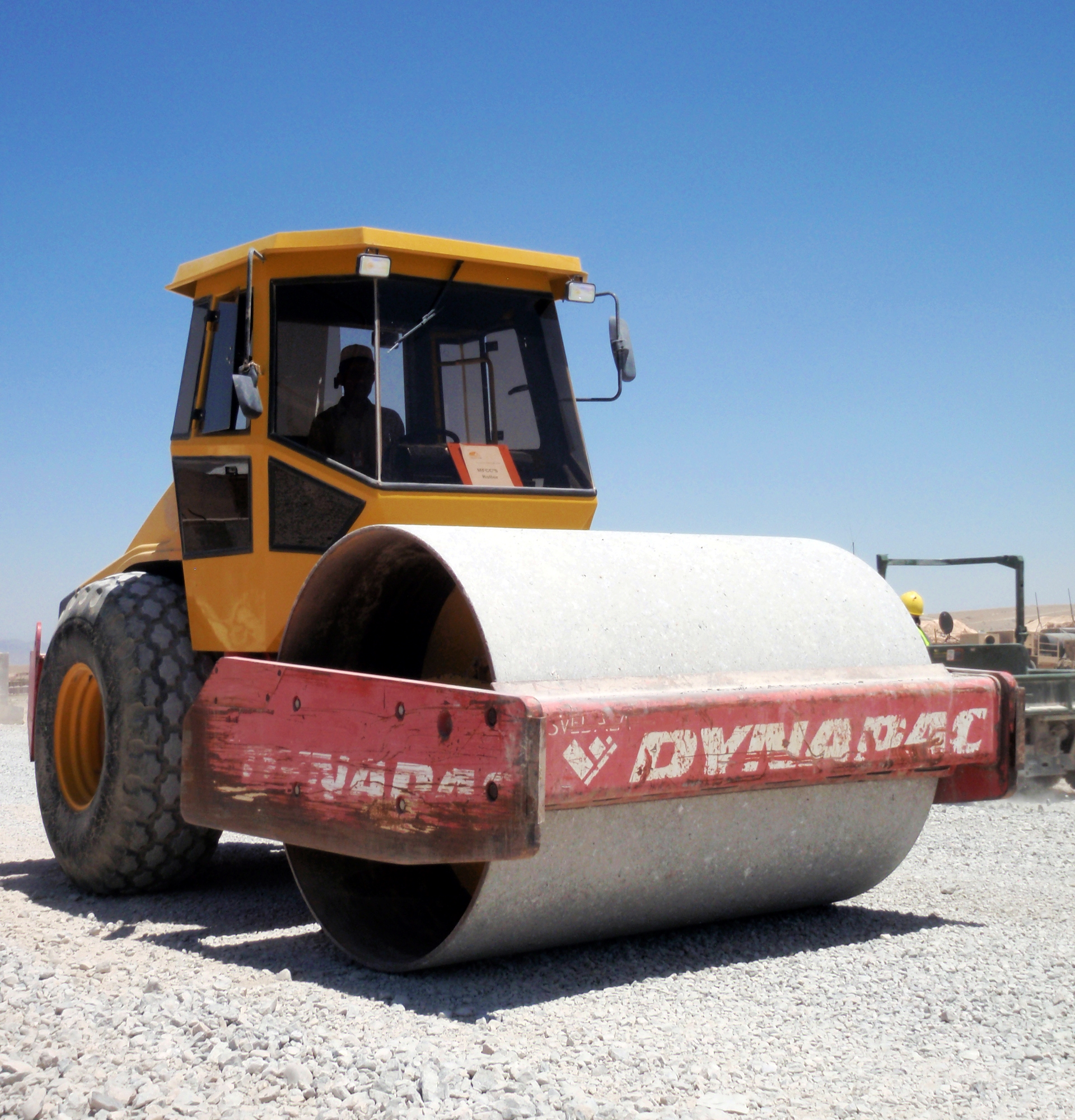
Rouleau compresseur Dynapac.

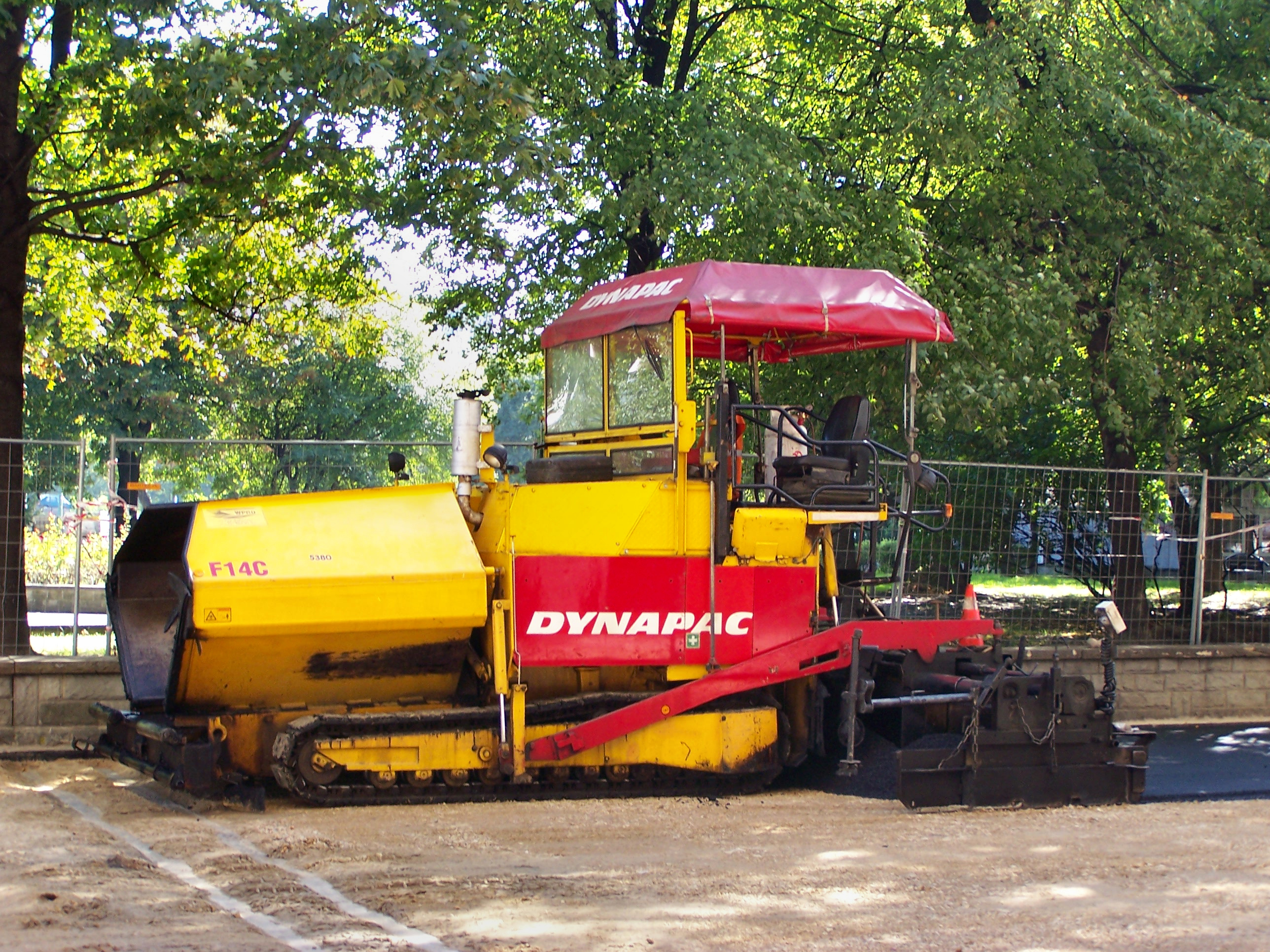
Finisseur Dynapac.

Dynapac AB est une entreprise suédoise de construction mécanique, spécialisée dans les machines de compactage vibrantes des sols.
Dynapac fait partie de la division Road Equipment du groupe Fayat avec les sociétés Marini SpA, Marini-Ermont, Bomag, Société Auxiliaire d'Entreprises (SAE), SECMAIR, RAVO, SCARAB & Charlatte Manutention.

## Histoire
La société AB Vibro-Betong a été créée en 1934 à Stockholm. En 1936, l'ingénieur Hilding Svenson développe le premier compacteur vibrant et en 1940, la société change de dénomination en « AB Vibro-Verken ».
En 1960, la société inaugure une nouvelle usine à Karlskona.
En 1973, la société change à nouveau de dénomination en « Dynapac Maskin AB » et va connaître une forte croissance avec le rachat de plusieurs de ses concurrents :
- 1978 : Salco (Suède) ;
- 1979 : Vibratechniques (France) ;
- 1981 : Watanabe (Japon) ;
- 1995 : Demag Schrader (Allemagne).

En 2007, Dynapac est repris par Atlas Copco Group.
En 2017, Dynapac est racheté par le groupe Fayat et remplace la teinte jaune de ses modèles par le rouge, blanc et gris,.

## Gamme
Dynapac dispose d'une large gamme de produits dans les secteurs suivants :
- compactage : petits et grands rouleaux pour enrobé, rouleaux de terrassement, rouleaux statiques et pneumatiques, pilonneuses et plaques vibrantes ;
- finisseurs d'enrobés compacts pour petites surfaces, pour routes et autoroutes, machines à chenilles et à roues ;
- fraisage : raboteuses compactes et grande capacité.

## Sites de production
- Wardenburg, Allemagne
- Karlskrona, Suède
- Tianjin, Chine
- Nasik, Inde
- Sorocaba, Brésil